# Cupressopathes
Cupressopathes is een geslacht van neteldieren uit de klasse van de Anthozoa (bloemdieren).

## Soorten
- Cupressopathes abies (Linnaeus, 1758)
- Cupressopathes cylindrica (Brook, 1889)
- Cupressopathes gracilis (Thomson & Simpson, 1905)
- Cupressopathes paniculata (Esper, 1796)
- Cupressopathes pumila (Brook, 1889)